# Вічкань Михайло Борисович
Миха́йло Бори́сович Вічкань (* 1961) — полковник медичної служби Збройних Сил України, Заслужений працівник охорони здоров'я України 

## Життєпис
Михайло Борисович народився 09.11.1961 року в с. Городниця, Уманьского району, Черкаської області, українець.
1979 року поступив до Уманського медичного училища. Служив у радянському контингенті в Афганістані. Служив на заставі в Памірі, на однойменній річці, з травня 1982 — фельдшер мобільної групи на території Демократичної Республіки Афганістан, базувалися в Джавайській ущелині. Нагороджений відзнаками «Відмінник прикордонних військ», «Воїн-інтернаціоналіст», медаллю «Від вдячного афганського народу». 1984 року після демобілізації працював в Одесі фельдшером на «Швидкій допомозі».
Навчався у Вінницькому медичному інституті, після 4го курсу перевівся та закінчив військово-медичний факультет при Саратовському медінституті.
З 1990 року — медик в авіаційній частині у станиці Кущевській. В Ростові-на-Дону закінчив інтернатуру, лікар-невропатолог. Перевівся додому, начмед авіаційної бази в Умані.
Згодом очолив медичну службу окремої бази забезпечення Головного штабу ВПС.
Переведений до Військово-медичного центру ВПС — заступник начальника Військово-медичного клінічного центру Центрального регіону з оперативно-медичної роботи
21 жовтня 2014 року — за особисту мужність і героїзм, виявлені у захисті державного суверенітету та територіальної цілісності України, вірність військовій присязі під час російсько-української війни, відзначений — нагороджений орденом Богдана Хмельницького III ступеня.
Одружений, має двох синів.

## Нагороди
- Орден Богдана Хмельницького ІІІ ст. (21 жовтня 2014) — за особисту мужність і героїзм, виявлені у захисті державного суверенітету та територіальної цілісності України, вірність військовій присязі[2]
- Медаль «За бездоганну службу» ІІІ ст. (15 лютого 2013) — за значний особистий внесок у розвиток ветеранського руху, патріотичне виховання молоді, мужність і самовідданість, виявлені під час виконання військового обов'язку, та з нагоди Дня вшанування учасників бойових дій на території інших держав[3]
- Нагрудний знак «Воїну-інтернаціоналісту».
- Медаль "Воїну-інтернаціоналісту «Від вдячного афганського народу».